# Darko Škrlj
Darko Škrlj, slovenski politik, * 18. oktober 1953, Postojna.
Med 12. aprilom 1999 in 15. junijem 2000 je bil državni sekretar Republike Slovenije na Ministrstvu za notranje zadeve Republike Slovenije.